# Mojos
Os mojos são uma etnia que utiliza a língua moxo, classificada como integrante da família linguística arauque.

## Principais características
Dedicavam-se à agricultura, com plantações de mandioca, milho, batata-doce, abóbora, amendoim, feijão, pimenta, mamão, banana, tabaco e algodão. Fizeram obras hidráulicas para controlar as inundações e facilitar a irrigação das plantações durante as longas temporadas de seca na savana savana alagadiça que habitavam, que foram denominadas pelo Império Espanhol como: "Llanos de Mojos" que, atualmente, pertencem, principalmente, ao território do Departamento de Beni, na Bolívia .
Moravam em aldeias construídas sobre aterros ("lomas"), construídos a fim de evitar inundações, também para evitar danos por inundações, posteriormente, em algumas reduções, começaram a construir casas e abrigos para animais elevados sobre palafitas. As casas eram agrupadas em torno de uma praça central. Havia ainda várias estradas que facilitavam a comunicação entre as aldeias.
Além dos elevados habitacionais ("lomas"), faziam várias obras com terras e drenagem dos solos, como: estradas terrestres, campos elevados de plantio ("camellones"), canais, diques e fossos circulares.
Era uma sociedade predominantemente agricultora, mas que praticava dois tipos de caça:
- a de tocaia para capturar macacos e pássaros nas florestas ao longo dos rios;
- a caça em grupo, na qual um grande grupo de homens liderados por um cacique caçava veados (há relatos de que esse tipo de caça era bastante eficaz nas épocas de cheias, quando os mojos podiam, com relativa facilidade, acuar rebanhos refugiados em regiões altas).

Faziam atividades artesanais, por meio das quais produziam: esculturas em madeira, ornamentos com penas, cestarias, cerâmicas (jarros, pratos e tigelas), ornamentos de prata e estanho para como: braceletes, diademas, disco e tubos.
Mantinham seus longos cabelos atados à nuca com uma corda de algodão fixada com penas de papagaio, e suas diademas pareciam verdadeiros mosaicos de penas coloridas. Os homens ornamentavam-se com um pequeno tubo de prata no septum nasal (narigueira), com tembetá de prata no lábio inferior, brincos de estanho nas orelhas e colares feitos de sementes, dentes de macaco e onça. Antes do contato com os europeus, usavam tembetá feito provavelmente de rocha de cristal semelhante aos dos baures.
Tinham uma religião baseada no culto à onça, pois acreditavam que essa espécie descendia de um felino celestial que teria ajudado a lua a conceber o sol. Matar uma onça era um ritual elaborado que implicava numa celebração de três dias, circunstância que fazia com que o matador fosse inscrito em uma elite especial de caçadores. Além do culto à onça, acreditavam que os deuses ou espíritos (divindades) estavam presentes, por exemplo: na água, no peixe, na nuvem, no relâmpago, na colheita e na guerra.
Assim como outros povos nativos da América, tinham líderes seculares (caciques), que eles denominavam como "achiacos", que tinham mais a função de buscar harmonia no grupo do que a de chefiar; e líderes religiosos (xamãs/pajés).

## Origem da denominação
- Segundo versão que circulava no Vice-Reino do Peru, quando os espanhóis tiveram contato com o primeiro nativo daquela região e perguntaram a qual nação pertencia, aquele respondeu: "ñuca mucha" que significa: "eu tenho sarna";
- outras versões dizem que a denominação provém do termo em aimará "mojsa" que significa: "doce"; ou do termo em quéchua "mosoj-llacta" ou "mosojjallpa" que significa "terra nova" na época dos  incas ou seria proveniente dos termos: "mockockallpa" ou "mojo-callpa" que significa: "prelúdio de um terreno desocupado";
- segundo Inca Garcilazo, os próprios moradores daquela região utilizavam a expressão "musu" para se referir à características geográficas daquele lugar[4].

## Subgrupos
- "Suberionos", que habitavam nas proximidades do Rio Grande, nas proximidades da foz do Rio Piray;
- "Mojo" (propriamente ditos), que habitavam nas proximidades do Rio Mamoré, nas proximidades da foz do Rio Grande;
- "Casaboyonos", que habitavam nas proximidades da foz do Rio Grande;
- "Guanapeano" e "Aperucono", que habitavam a leste do Rio Mamoré;
- "Sebaquereonos", "Moremomos", "Apereanos", "Mayuncanos", "Siyoboconos", "Cubiquianos", "Boseonos", "Muboconos" e "Mopereanos" (localizados ao longo do Rio Marmoré, do norte para o sul)[4].

## Missões jesuíticas
A partir de 1677, os jesuítas Pedro Marbán, Cipriano Barace e José del Castillo fizeram contato com integrantes dessa etnia que habitavam nas proximidades dos rios Mamoré, Guapay e Yacuma.
As missões jesuíticas entre os mojos eram dependentes da província jesuítica do Peru. A primeira redução foi a de Nossa Senhora de Loreto, fundada em 25 de março de 1686, com 600 nativos da etnia Maremona, nas margens do Rio Mamoré.
Pode-se dividir a história das missões jesuíticas entre os mojos em três períodos:
1. o primeiro, entre 1682 e 1700, no qual foram fundadas reduções na região do Rio Mamoré e nos Pampas do Ocidente, tais como: "Santísima Trinidad" (1687, por Cipriano Barace; "San Ignacio" (1689); "San Javier" (1691, por Juan de Montenegro e Agustín Zapata); "San José" (1691); "San Francisco de Borja" (1693); "Desposorios de Nuestra Señora" (1694); "San Miguel I" (1696); "San Pedro" (1697) e "San Luiz" (1698);
2. o segundo, entre 1700 e 1720, no qual foram fundadas reduções descendo o curso do Rio Mamoré abaixo até a sua confluência com o Rio Guaporé, além da expansão territorial das reduções nos Pampas e a penetração na região dos baurés. Dentre as reduções fundadas nesse período, podem-se citar: "San Pablo" (1703); "Santa Rosa I" (1705); "Concepción" (1708); "Exaltación" (1709); "San Joaquín" (1709); "Tres Santos Reyes" (1710); "San Juan Bautista" (1710); "San Martin" (1717); "Santa Ana" (1719) e "Santa Maria Magdalena" (1720); e
3. o terceiro, entre 1720 até 1767 (ano da expulsão dos jesuítas do Império Espanhol), no qual ocorreu a consolidação da presença jesuítica da região dos baurés, que se expandiu até o Rio Iténez, até a bacia do rio Guaporé, no qual foram fundadas as reduções de "Desposorio de Nuestra Señora" (1723); "San Miguel II" (1725); "Patrocínio de Nuestra Señora" (1730); "San Nicolas" (1740); "Santa Rosa" (1743) e "San Simón" (1744)[1] [2].

Os jesuítas implantaram entre os mojos um modelo de trabalho comunal, semelhante ao adotado nas reduções que agrupavam guaranis, conhecido como "tumpabaé" ou plantação comunitária que substituiu a agricultura tradicional de base familiar. Desse modo, os excedentes agrícolas ingressavam num depósito comum, onde eram destinados à venda para obter recursos para a compra de mercadorias que não eram fabricadas nas reduções (ex. ferramentas de metal) ou para consumo em tempos adversos.